# Dalechampia
Dalechampia är ett släkte av törelväxter. Dalechampia ingår i familjen törelväxter.

## Dottertaxa till Dalechampia, i alfabetisk ordning

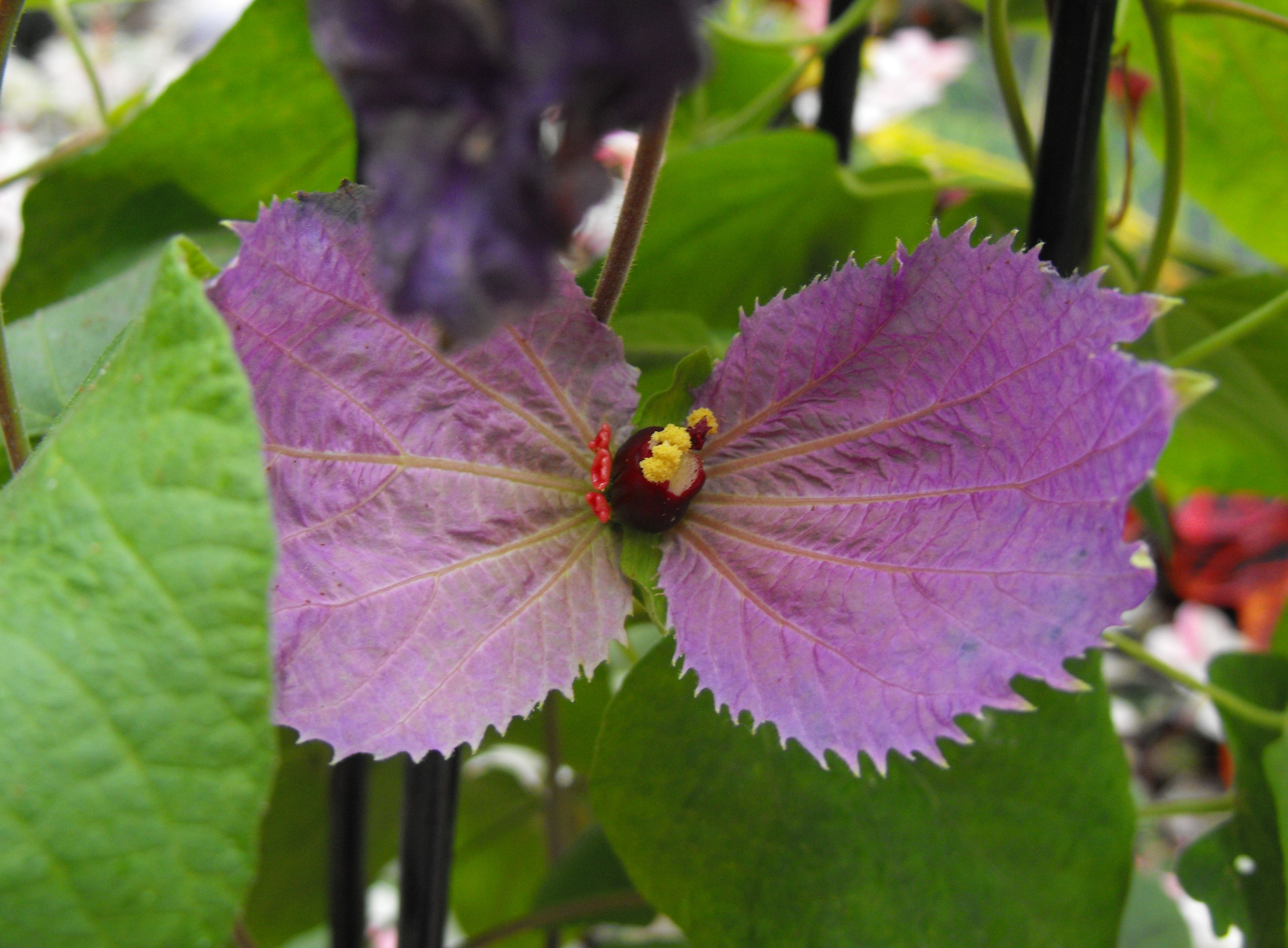
Dalechampia aristolochiifolia

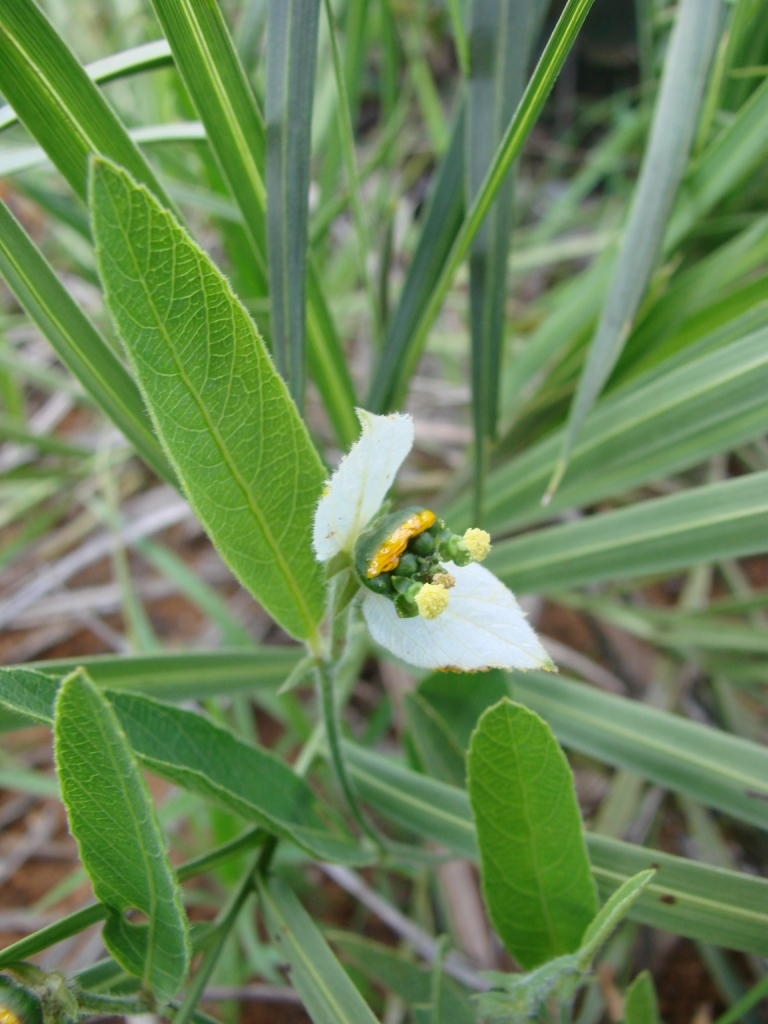
Dalechampia caperonioides

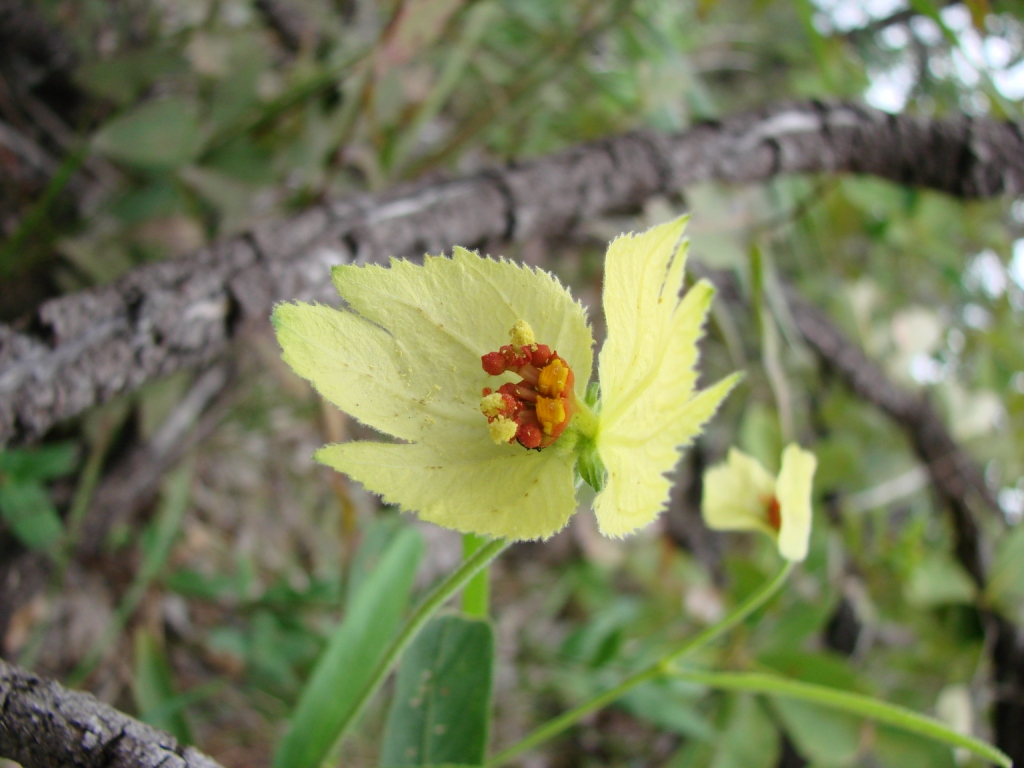
Dalechampia linearis

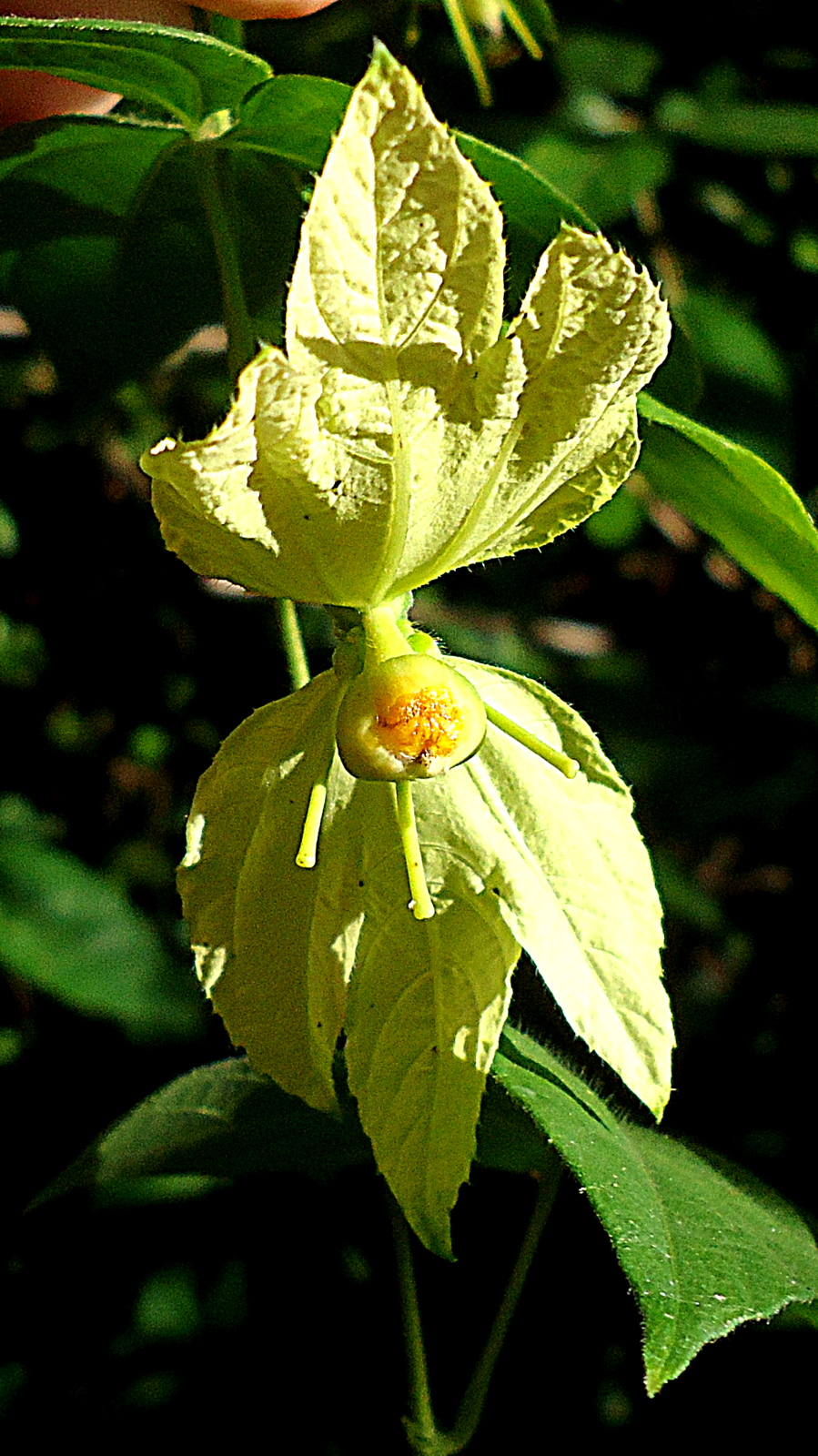
Dalechampia peckoltiana

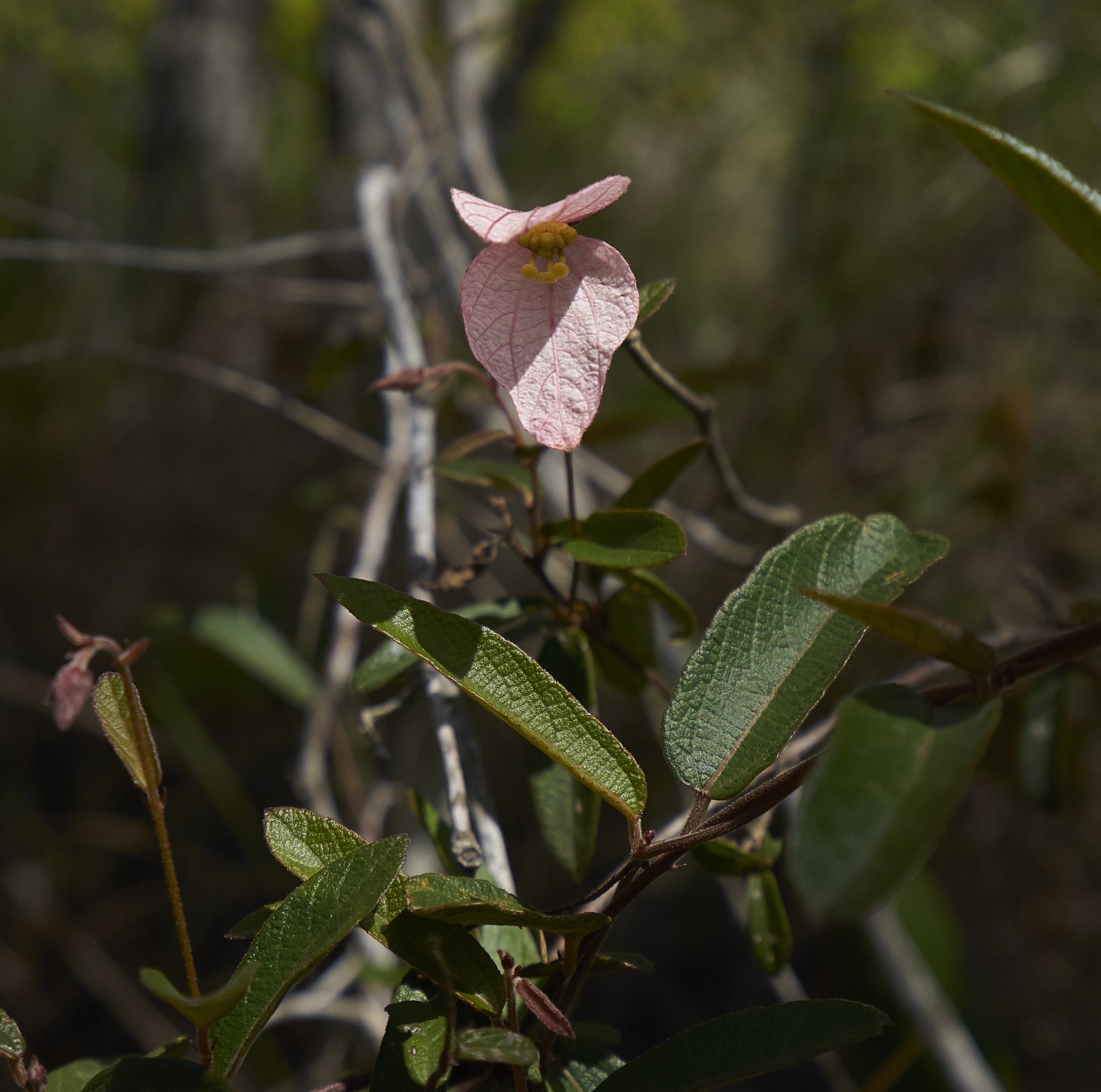
Dalechampia schippii

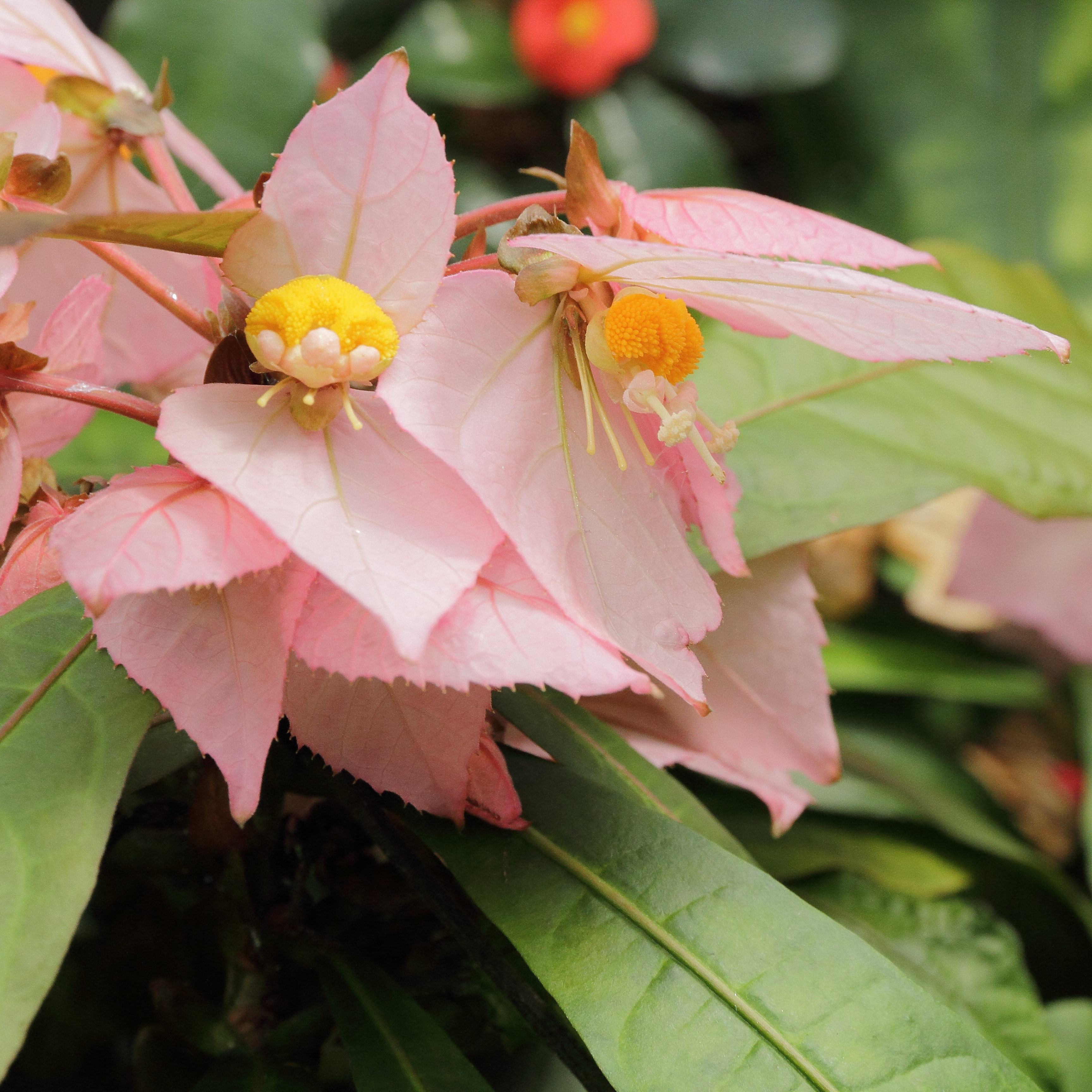
Dalechampia spathulata

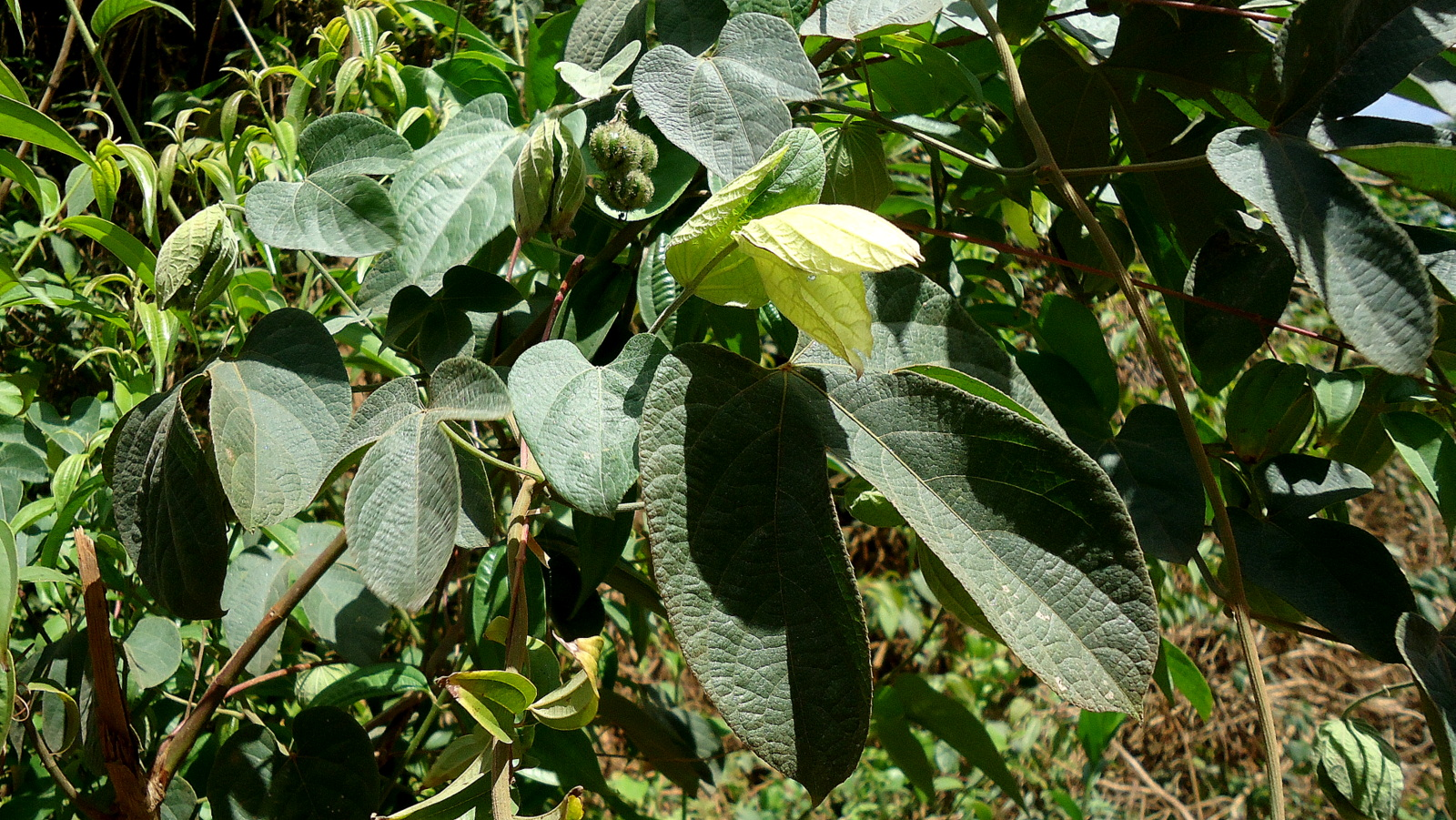
Dalechampia tiliifolia

## Bildgalleri

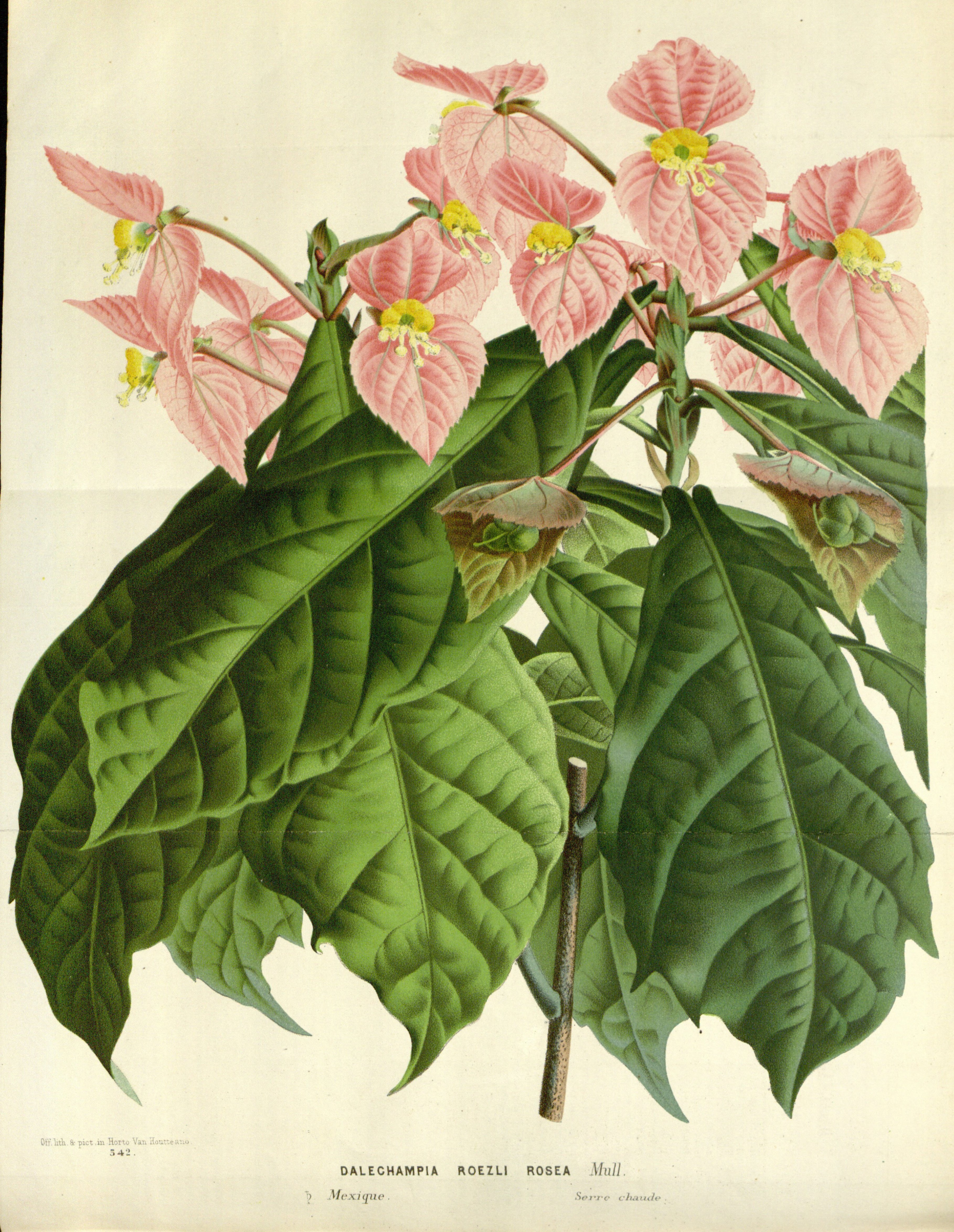

## Dottertaxa tillDalechampia, i alfabetisk ordning[1]
- Dalechampia adscendens
- Dalechampia affinis
- Dalechampia alata
- Dalechampia albibracteosa
- Dalechampia allemii
- Dalechampia anomala
- Dalechampia arciana
- Dalechampia arenalensis
- Dalechampia aristolochiifolia
- Dalechampia armbrusteri
- Dalechampia attenuistylus
- Dalechampia bangii
- Dalechampia bernieri
- Dalechampia bidentata
- Dalechampia boliviana
- Dalechampia brasiliensis
- Dalechampia brevicolumna
- Dalechampia brevipedunculata
- Dalechampia brevipes
- Dalechampia brownsbergensis
- Dalechampia burchellii
- Dalechampia burgeriana
- Dalechampia burmanica
- Dalechampia canescens
- Dalechampia capensis
- Dalechampia caperonioides
- Dalechampia catati
- Dalechampia chevalieri
- Dalechampia chlorocephala
- Dalechampia cissifolia
- Dalechampia clausseniana
- Dalechampia clematidifolia
- Dalechampia convolvuloides
- Dalechampia coriacea
- Dalechampia cujabensis
- Dalechampia decaryi
- Dalechampia denticulata
- Dalechampia dioscoreifolia
- Dalechampia elongata
- Dalechampia falcata
- Dalechampia fernandesii
- Dalechampia ficifolia
- Dalechampia fragrans
- Dalechampia francisceana
- Dalechampia galpinii
- Dalechampia gentryi
- Dalechampia glechomifolia
- Dalechampia granadilla
- Dalechampia guaranitica
- Dalechampia hassleriana
- Dalechampia hastata
- Dalechampia herzogiana
- Dalechampia heterobractea
- Dalechampia hispida
- Dalechampia humilis
- Dalechampia hutchisoniana
- Dalechampia ilheotica
- Dalechampia indica
- Dalechampia ipomoeifolia
- Dalechampia juruana
- Dalechampia karsteniana
- Dalechampia katangensis
- Dalechampia laevigata
- Dalechampia leandrii
- Dalechampia leucophylla
- Dalechampia liesneri
- Dalechampia linearis
- Dalechampia luetzelburgii
- Dalechampia magnistipulata
- Dalechampia magnoliifolia
- Dalechampia martiana
- Dalechampia megacarpa
- Dalechampia meridionalis
- Dalechampia micrantha
- Dalechampia micromeria
- Dalechampia occidentalis
- Dalechampia olfersiana
- Dalechampia olympiana
- Dalechampia osana
- Dalechampia papillistigma
- Dalechampia parvibracteata
- Dalechampia pavoniifolia
- Dalechampia peckoltiana
- Dalechampia pentaphylla
- Dalechampia pernambucensis
- Dalechampia perrieri
- Dalechampia psilogyne
- Dalechampia purpurata
- Dalechampia regnellii
- Dalechampia reitzkleinii
- Dalechampia riedeliana
- Dalechampia riparia
- Dalechampia rubrivenia
- Dalechampia scandens
- Dalechampia schenckiana
- Dalechampia schippii
- Dalechampia schottii
- Dalechampia serrula
- Dalechampia shankii
- Dalechampia sinuata
- Dalechampia spathulata
- Dalechampia stenoloba
- Dalechampia stenosepala
- Dalechampia stipulacea
- Dalechampia subintegra
- Dalechampia subternata
- Dalechampia sylvestris
- Dalechampia tamifolia
- Dalechampia tenuiramea
- Dalechampia tiliifolia
- Dalechampia trifoliata
- Dalechampia triphylla
- Dalechampia uleana
- Dalechampia ulmifolia
- Dalechampia variifolia
- Dalechampia weberbaueri
- Dalechampia websteri
- Dalechampia weddelliana
- Dalechampia velutina
- Dalechampia violacea
- Dalechampia viridissima